# 日本チター協会
日本チター協会（にほんチターきょうかい、ドイツ語表記はZitherverband Japan）は、日本のツィター音楽の普及を目的として1982年8月7日に設立された。会員は演奏家・教育者・アマチュア奏者・愛好家・学生などで構成されている。

## おもな主催事業
- チター音楽祭
- クリスマス・チターチャリティーコンサート
- 香川チター音楽祭